# 陳潤龍
陳潤龍（Chan Yun Lung, Alan，1988年2月29日—），香港男子羽毛球運動員。

## 簡歷
2013年2月，陳潤龍與謝影雪合作出戰奧地利羽毛球國際賽混雙項目，在決賽以2比1（15-21、21-16、21-16）反勝隊友李晉熙/周凱華，奪得冠軍 。
2013年8月，陳潤龍參加中國廣州舉行的世界羽毛球錦標賽，與謝影雪出戰混合雙打項目，在首圈就以0比2（10-21、11-21）負於丹麥的马德斯·皮勒尔·科尔丁/卡米拉·吕特·尤尔出局。

### 2015年世锦赛
2015年8月，陳潤龍參加印尼雅加达舉行的世界羽毛球錦標賽，他和謝影雪出戰混合双打項目。他與謝影雪以16號種子身分出戰，故在首圈輪空；但在次圈以1比2（21-13、17-21、18-21）不敌中華台北的廖敏竣 /陳曉歡，32强止步。

## 主要比賽成績
只列出曾進入準決賽的國際賽事成績：
| 年份        | 賽事                   | 公開賽級別 | 項目     | 拍檔         | 成績   |
| ----------- | ---------------------- | ---------- | -------- | ------------ | ------ |
| 代表 香港   |                        |            |          |              |        |
| 2013年      | 奧地利羽毛球國際挑戰賽 | 國際挑戰賽 | 男子雙打 | 李晉熙       | 準決賽 |
| 2013年      | 奧地利羽毛球國際挑戰賽 | 國際挑戰賽 | 混合雙打 | 謝影雪       | 冠軍   |
| 2013年      | 越南羽毛球國際挑戰賽   | 國際挑戰賽 | 男子雙打 | 王偉康       | 亞軍   |
| 2013年      | 越南羽毛球國際挑戰賽   | 國際挑戰賽 | 混合雙打 | 謝影雪       | 冠軍   |
| 2014年      | 韓國羽毛球超級賽       | 超級賽     | 混合雙打 | 謝影雪       | 準決賽 |
| 2014年      | 中華台北羽球黃金大獎賽 | 黃金大獎賽 | 混合雙打 | 謝影雪       | 準決賽 |
| 代表 新西兰 |                        |            |          |              |        |
| 2023年      | 大洋洲羽毛球錦標賽     | 其他       | 男子雙打 | Chance Cheng | 亞軍   |
| 2025年      | 大洋洲羽毛球錦標賽     | 其他       | 男子雙打 | Chance Cheng | 季軍   |

| 2007-2017年 | 首要超級賽 | 超級賽 | 黃金大獎賽 | 大獎賽 | 國際挑戰賽 | 國際系列賽 | 未來系列賽 | 其他 |

| 2018-2026年 | 總決賽 | 超級1000賽 | 超級750賽 | 超級500賽 | 超級300賽 | 超級100賽 | 國際挑戰賽 | 國際系列賽 | 未來系列賽 | 其他 |

### 奧運會和世錦賽參賽紀錄
|          | 搭檔   | 2013 | 2014 | 2015 |
| -------- | ------ | ---- | ---- | ---- |
| 男子雙打 | 李晉熙 | －   | 48強 | －   |
|          |        |      |      |      |
| 混合雙打 | 謝影雪 | 48強 | －   | 32強 |